# Simonton (Texas)
Simonton es una ciudad ubicada en el condado de Fort Bend en el estado estadounidense de Texas. En el Censo de 2010 tenía una población de 814 habitantes y una densidad poblacional de 157,46 personas por km².

## Geografía
Simonton se encuentra ubicada en las coordenadas 29°40′38″N 96°0′32″O / 29.67722, -96.00889. Según la Oficina del Censo de los Estados Unidos, Simonton tiene una superficie total de 5.17 km², de la cual 5.16 km² corresponden a tierra firme y (0.25%) 0.01 km² es agua.

## Demografía
Según el censo de 2010, había 814 personas residiendo en Simonton. La densidad de población era de 157,46 hab./km². De los 814 habitantes, Simonton estaba compuesto por el 86.73% blancos, el 7.86% eran afroamericanos, el 0.49% eran amerindios, el 1.47% eran asiáticos, el 0% eran isleños del Pacífico, el 2.09% eran de otras razas y el 1.35% pertenecían a dos o más razas. Del total de la población el 8.23% eran hispanos o latinos de cualquier raza.

## Educación
El Distrito Escolar Consolidado Independiente Lamar (LCISD) gestiona las escuelas públics que sirven a Simonton.
La Escuela Preparatoria Fulshear sirve a Simonton.